# アゼルバイジャンの歴史
アゼルバイジャンの歴史では、現在のアゼルバイジャン共和国の歴史について述べる。歴史的経緯により、隣接するアーザルバーイジャーン（イラン領アゼルバイジャン）地方についての記述も一部含まれる。

## 概要
現在アゼルバイジャンと呼ばれるクラ川北の地域は、古代にはアルバニア人の国家としてカフカス・アルバニア王国が存在しており、中世に到るまでクラ川以北地域（シルバン）、クラ川・アラス川挟地（アラン）、カスピ海沿岸地域（ムカン）はそれぞれ別個に認識がなされていた。
これらの土地は、メディア王国滅亡後にメディア北部に誕生したイラン系のアトロパテネ王国（紀元前4世紀～紀元前3世紀、「アゼルバイジャン」の語源でもある）、同じくイラン系となるサーサーン朝（3世紀～7世紀）、アラブ系のウマイヤ朝、アッバース朝（7世紀～10世紀）、テュルク系のセルジューク朝（11世紀～13世紀）の征服を受けたほか、先住民によるカフカス・アルバニア王国、シルバン・シャー朝などの支配のもと、カバラ、シャマハ、ガンジャ、バイラカンなどの商業都市が繁栄を極めた。

### 13世紀から17世紀まで
13世紀に入るとモンゴル帝国に編入され、1258年にチンギス・ハンの孫にあたるフレグ・ハンがイル・ハン国を建国した。アランおよびムガンにはハン族のオルドが置かれ、それを取り巻く形でモンゴル遊牧民が集住した。モンゴル人の渡来の影響によってティムール朝下の住民のトルコ化が進行する。15世紀後半に入るとアルダビールのサファヴィー家が勢力を強め、現アゼルバイジャン地域を制圧し、サファヴィー朝を開く。サファヴィー朝は当地をアラス川を境界として2管区（カラバグ、シルバン）に分割して統治した。サファヴィー朝下で養蚕が奨励され、絹の生産が特色を持つようになり、17世紀には世界有数の養蚕地域となった。1720年代にはオスマン帝国、ロシア帝国が当地へ領土的野心を抱くようになり、アフシャール朝のナーディル・シャーと対立を深める（タリシュ・ハン国、1747年-1813年）。カージャール朝の頃になるとクーバ、カラバグ、シェッキ等の独立統治地域が出現し始め、独自の民族文化を形成した。

### 18世紀から19世紀まで
18世紀にロシアがカスピ海方面への侵攻を強めるようになり、19世紀に入るとイランと本格的な紛争が始まる。1813年のゴレスターン条約、1828年のトルコマンチャーイ条約によりアゼルバイジャン北部がロシアへ併合され、ロシア領アゼルバイジャン、イラン領アゼルバイジャンの南北に二分された地域となった。ティフリスに置かれたカフカース総督府は当地に対し植民地政策を断行し、住民を抑圧した。1870年、農奴解放が行われると資本主義的な発展を見せ、鉄道、石油産業を機軸として産業化が進行した。特に、アプシェロン半島のバクーは1901年には全世界の産油量の1/2以上を算出する国際的な町として知名度を高めた。民族的なイデオロギーが高まる中で石油労働者を中心とした労働運動が始まると、1900年の経済恐慌を機に、労資の緊張が深まった。

### 20世紀
1917年、二月革命が起こると各都市に有産諸団体とソビエト諸団体の連立地方権力、民族主義党派ムサーワート党を中心として民族ソビエトが形成された。ザカフカース特別委員会は臨時政府を設置したが効果はなく、メンシェビキ、エスエル党を中心としてボリシェビキが勢力を伸ばし、1918年の
三月事件 (1918年)を契機としてステファン・シャウミャンを議長としたソビエト権力（バクー・コミューン）の樹立が宣言された。他方、ペトログラードの十月革命に対してムサーワート、グルジア、メンシェビキ、アルメニアなどはザカフカース委員部を形成し、ザカフカース民主連邦共和国の独立を宣言した。しかしザカフカース民主連邦共和国は内部分裂を起こし、1918年5月、ムサーワートによりアゼルバイジャン民主共和国の独立が宣言された。アゼルバイジャン民主共和国は、イスラム世界初の共和国だったが、ナゴルノカラバフをめぐりアルメニア第一共和国と戦争に突入した。1920年、赤軍によりバクーが占領され、アゼルバイジャン民主共和国は２年足らずで滅亡した。そして、1922年にアゼルバイジャン、ジョージア、アルメニアを統合し、ザカフカース社会主義連邦ソビエト共和国を成立させた。
1936年、スターリン憲法に従いザカフカース・ソビエト連邦社会主義共和国は廃止され、内部のアゼルバイジャンはアゼルバイジャン・ソビエト社会主義共和国になり、ソビエト連邦の直接の構成共和国になった。
第二次世界大戦時にソビエト連邦はナチスドイツと不可侵条約と貿易関係が正常化していたため、ドイツの主要な石油の輸入先としてアゼルバイジャンが主流になった。
それが変わったのが1941年から始まったドイツによるソ連への侵攻である。バクーは1942年のブラウ作戦の主要戦略目標に含まれていたが、スターリングラード攻防戦で敗北したため、この地域から撤退をせざるを得なくなり、1945年のドイツの降伏により、第二次世界大戦は終結した。
1991年8月30日にアゼルバイジャンは独立宣言に調印した。
現在のアゼルバイジャン共和国は、ソビエト連邦崩壊に際して独立した国家である。